# Thysania agrippina
Thysania agrippina (Ugglefly) är en fjärilsart som beskrevs av Pieter Cramer 1776. Thysania agrippina ingår i släktet Thysania och familjen nattflyn. Inga underarter finns listade i Catalogue of Life. Den amerikanska arten Thysania agrippina har ett vingspann på upp till 30.4 centimeter som därmed gör den störst av alla fjärilar i världen. Arten finns från södra Brasilien till södra USA.

## Bildgalleri

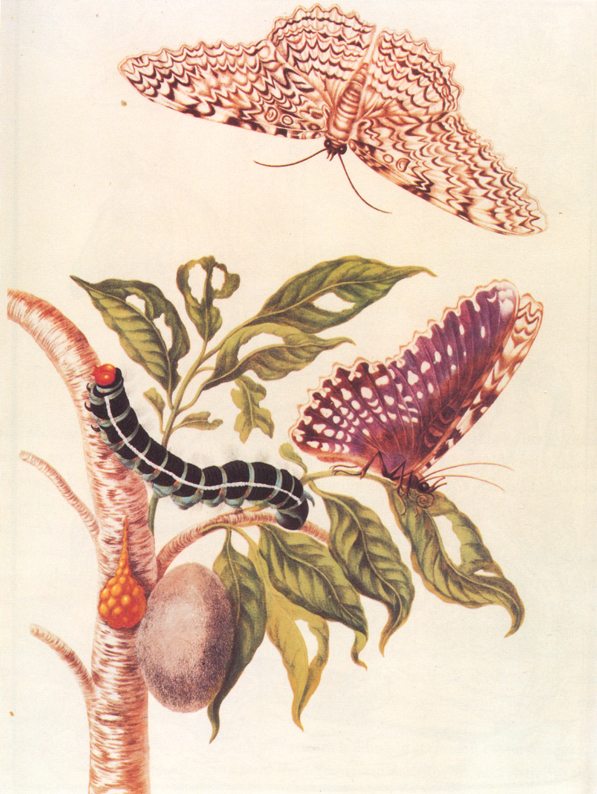
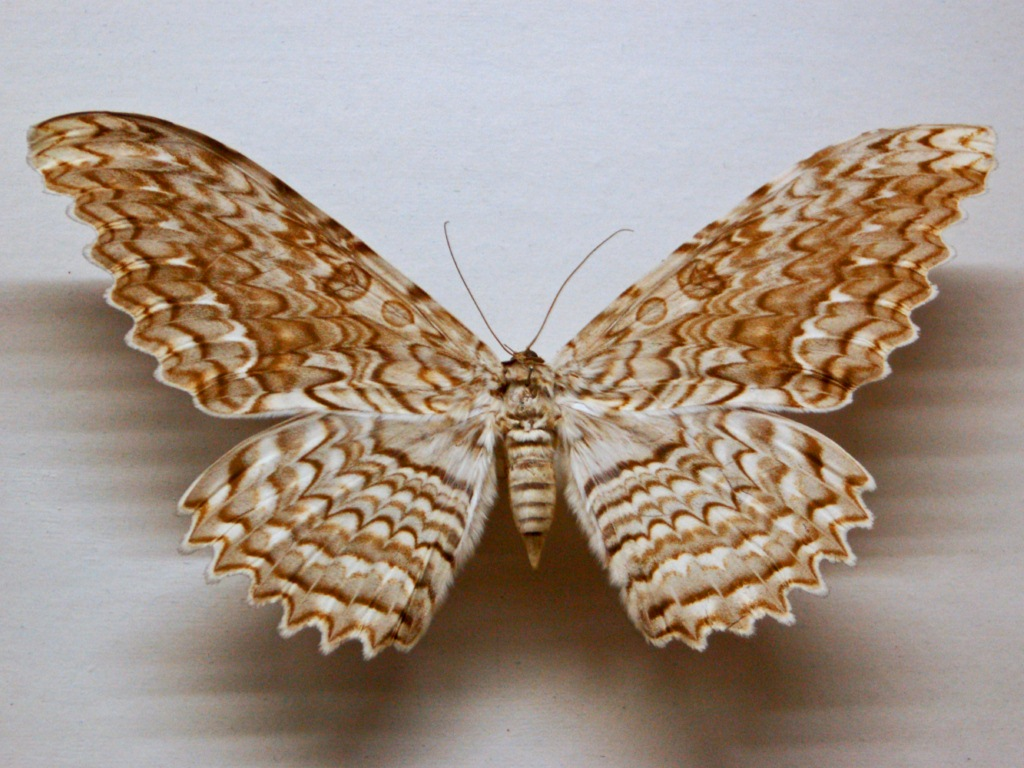
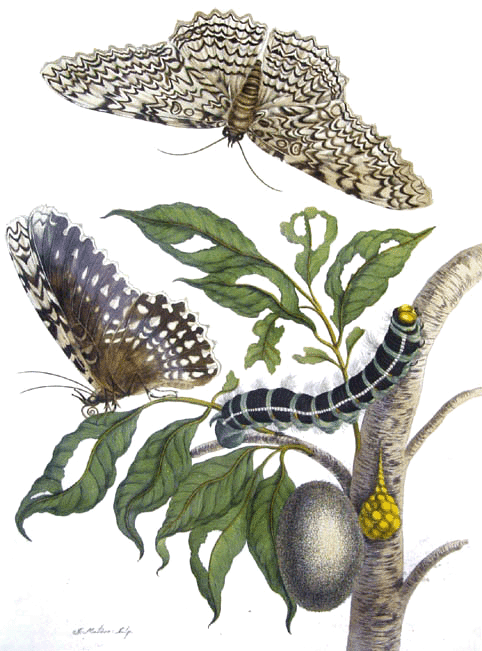